# Viteževo
Viteževo (Servisch cyrillisch Витежево) is een plaats in de Servische gemeente Žabari. De plaats telt 863 inwoners (2002).

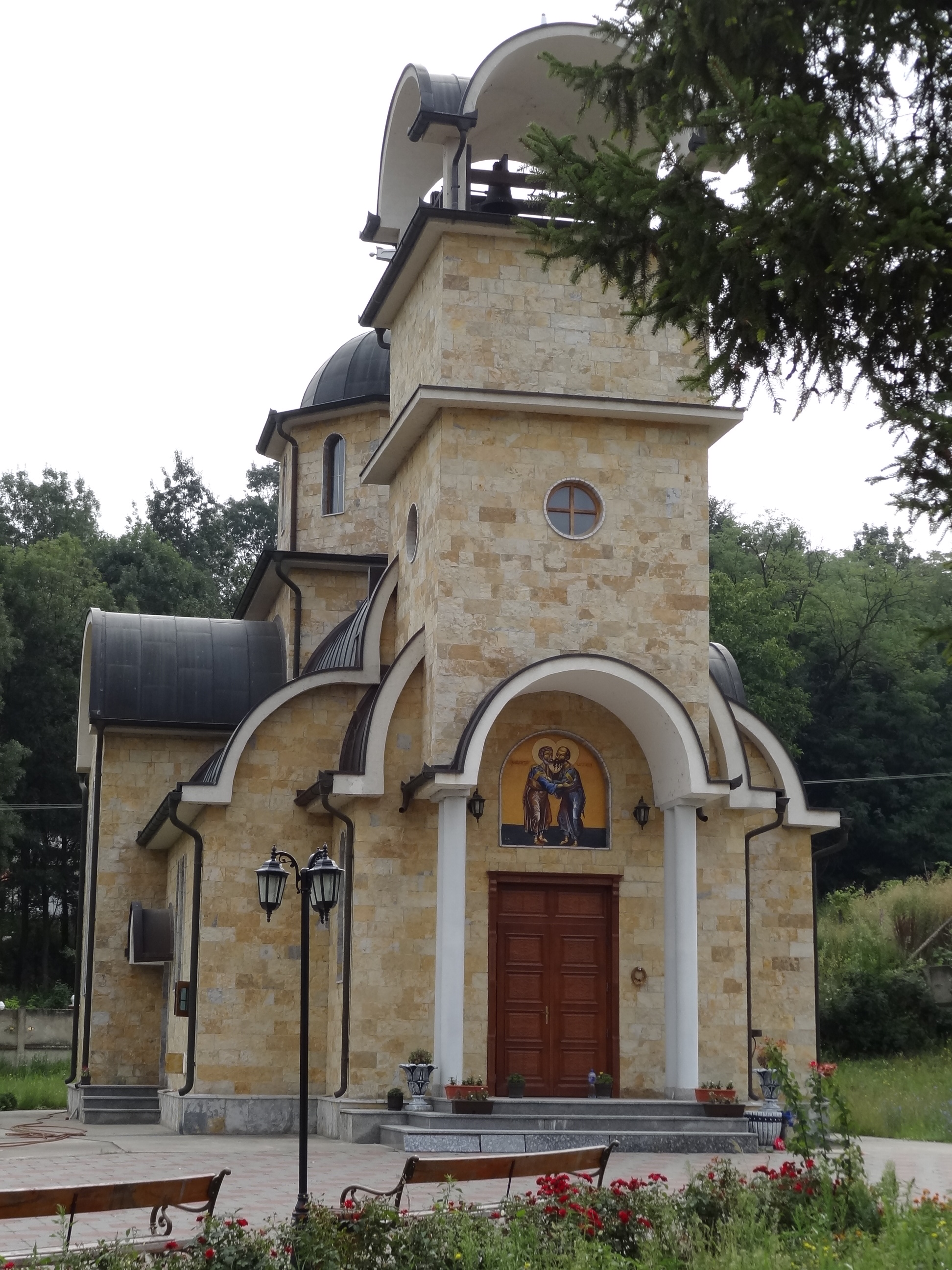
Kerk